# Saâcy-sur-Marne
Saâcy-sur-Marne is een gemeente in het Franse departement Seine-et-Marne (regio Île-de-France) en telt 1746 inwoners (2005). De plaats maakt deel uit van het arrondissement Meaux.

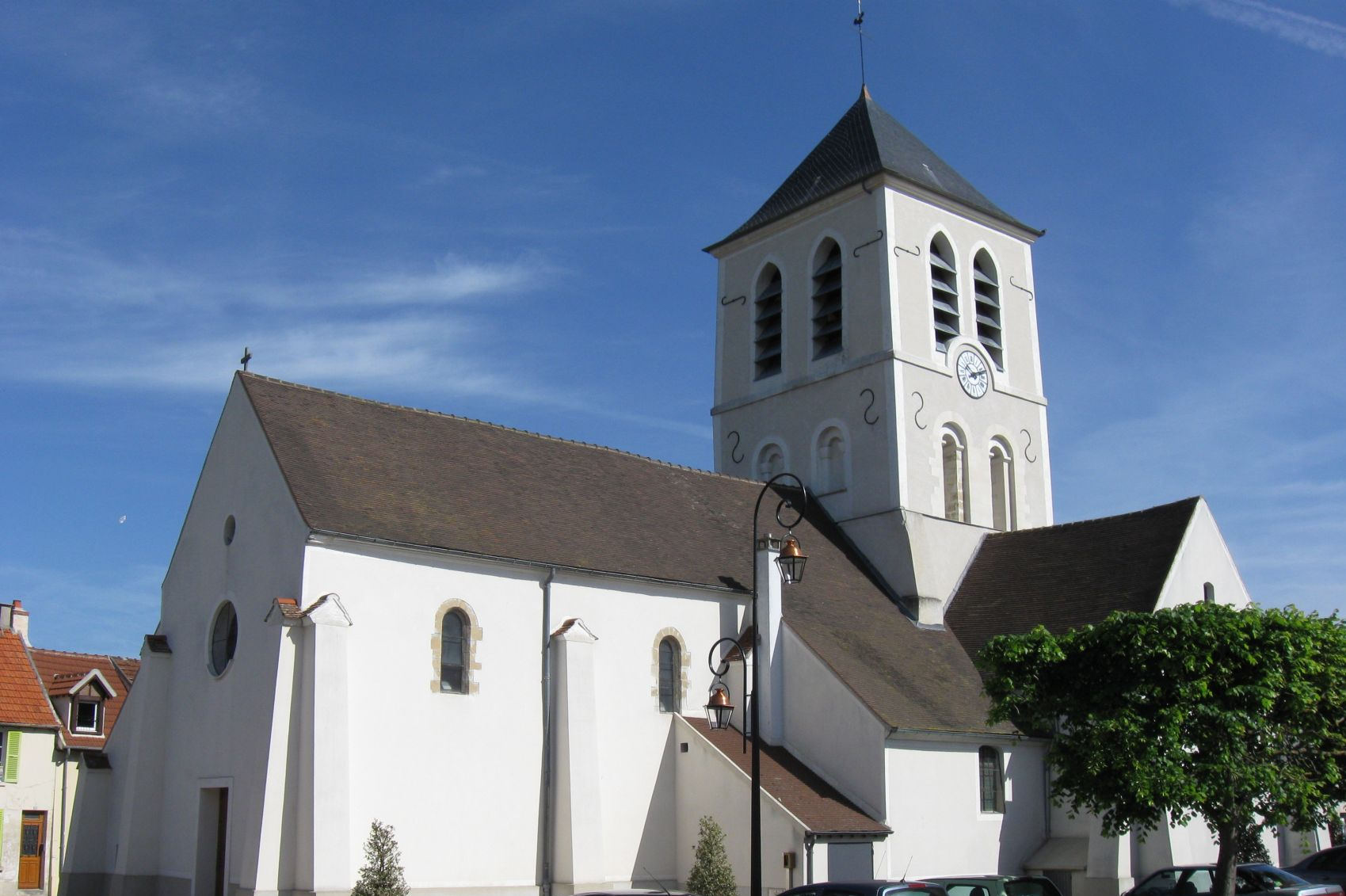
Kerk van Saâcy-sur-Marne
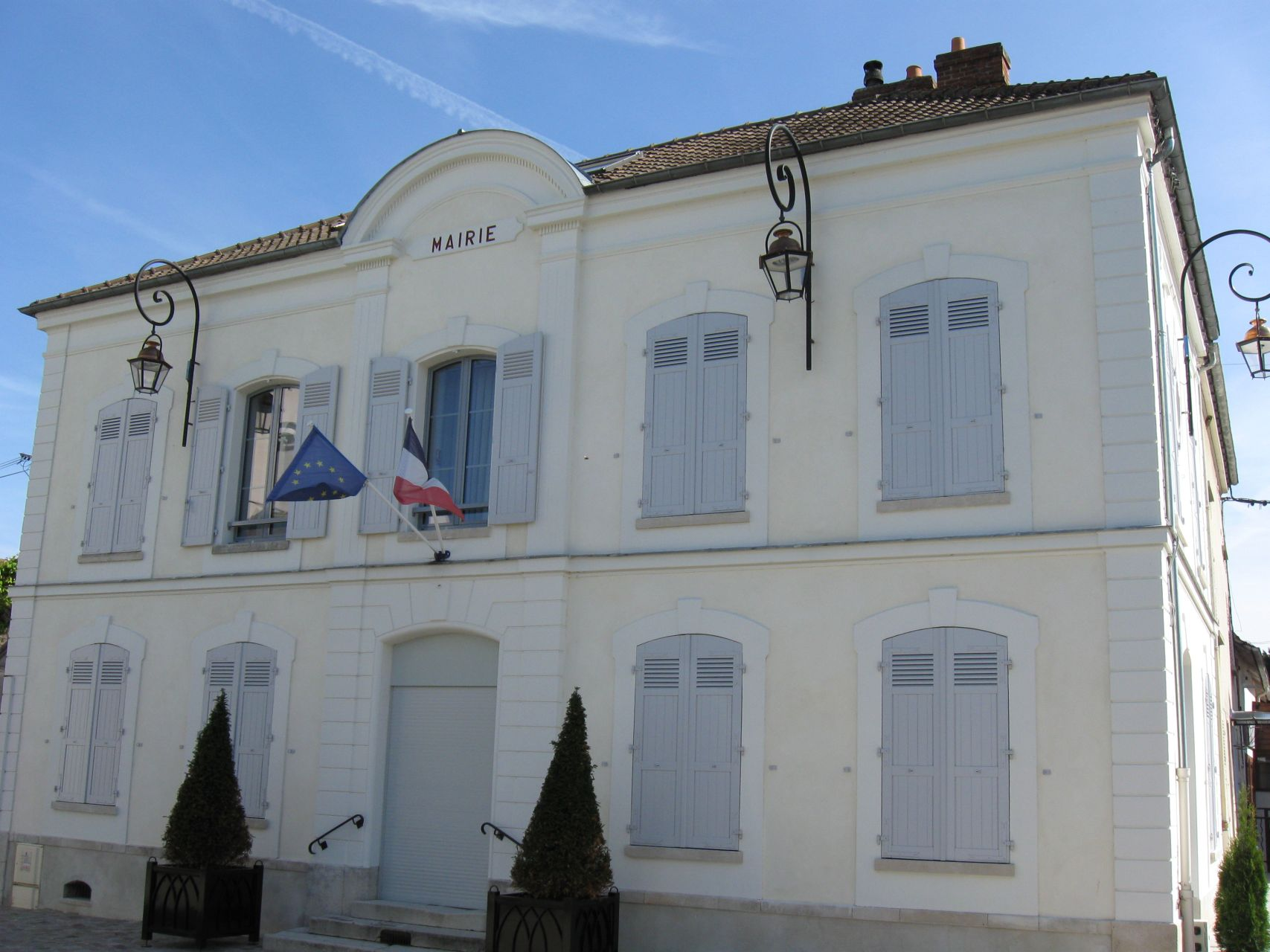
Gemeentehuis

## Geografie
De oppervlakte van Saâcy-sur-Marne bedraagt 13,8 km², de bevolkingsdichtheid is 126,5 inwoners per km².

## Verkeer en vervoer
In de gemeente ligt spoorwegstation Nanteuil - Saâcy.
De onderstaande kaart toont de ligging van Saâcy-sur-Marne met de belangrijkste infrastructuur en aangrenzende gemeenten.

## Demografie
Onderstaande figuur toont het verloop van het inwonertal (bron: INSEE-tellingen).